# Arc 1600
Arc 1600 is een skidorp in het Franse wintersportgebied Les Arcs, deel van Paradiski. Het bevindt zich op het grondgebied van de gemeente Bourg-Saint-Maurice in het departement Savoie. Het werd aangelegd in de loop van de jaren 60 en 70 als eerste skidorp in het nieuwe wintersportgebied Les Arcs. In december 1968 werd het eerste gebouw in gebruik genomen.

## Geschiedenis
Les Arcs kwam tot stand door de samenwerking van Robert Blanc, een lokale berggids, en Roger Godino, een ontwikkelaar.
De ontwikkelaars gingen van start met Arc Pierre Blanche, later Arc 1600, op een moeilijke site met steile flanken en veel verschillende grondeigenaren, om de uitgeprobeerde recepten vervolgens te kunnen verfijnen in Arc 1800. Men zou het kleine plateau Pierre Blanche niet inpalmen, maar vrijlaten om er te skiën, en bouwen op de steilere hellingen eronder. In 1964 begon men gronden op te kopen en te onteigenen en werd een plan uitgetekend. Het concept was een autovrij skidorp waarbij de gebouwen lineair ingebed werden in het hellende landschap. Van februari 1965 tot december 1967 werkte de firma AAM onder leiding van Gaston Regairaz en Guy Rey-Millet aan de eerste 10 projecten.
Omdat Godino niet overtuigd was van de plannen, betrok AAM Charlotte Perriand in 1967 bij het project. Schrijnwerker Bernard Taillefer en architecten Robert Rebutato en Alain Tavès werden er eveneens bijgehaald, alsook het advies van Jean Prouvé. De plannen werden drastisch gewijzigd. Torens werden vervangen door gebouwen die de helling volgen. Het front de neige werd ingewisseld voor een pad langs verschillende open ruimtes ingeklemd tussen gebouwen die haaks op de helling staan. De modernistische bouwplannen maakten optimaal gebruik van de hellingen om zoveel mogelijk kamers te voorzien zonder in de hoogte te moeten bouwen. Perriand zorgde ervoor dat elk verblijf een aangename verblijfsruimte zou worden, waarbij binnen en buiten altijd met elkaar in verbinding staan.
Met Kerstmis 1968 opende het eerste verblijf, het hotel en de residentie Les Trois Arcs. Tot 1975 werd er volop gebouwd in Arc 1600 door drie architectenteams: AAM, het team van Perriand, en Bernard Taillefer. Bij de oplevering telde het skidorp 4000 bedden. Het geheel kreeg, net zoals Arc 1800, van het Franse ministerie van Cultuur het label Patrimoine du xxe siècle.
In 1989 werd de kabelbaan tussen Bourg-Saint-Maurice en Arc 1600 vervangen door een funiculaire.
De grootste uitbreiding sinds de oorspronkelijke bouwfase was de oplevering van een nieuwe Club Med in 2018, de grootste Club Med in de Alpen.

## Geografie
Arc 1600 strekt zich zo'n 1,2 kilometer uit op een brede noordwest-georiënteerde flank van de Tarentaisevallei, tussen 1550 en 1720 meter boven zeeniveau. Ten zuiden van Arc 1600 ligt Arc 1800. Arc 1600 wordt ontsloten door de D119.

## Galerij

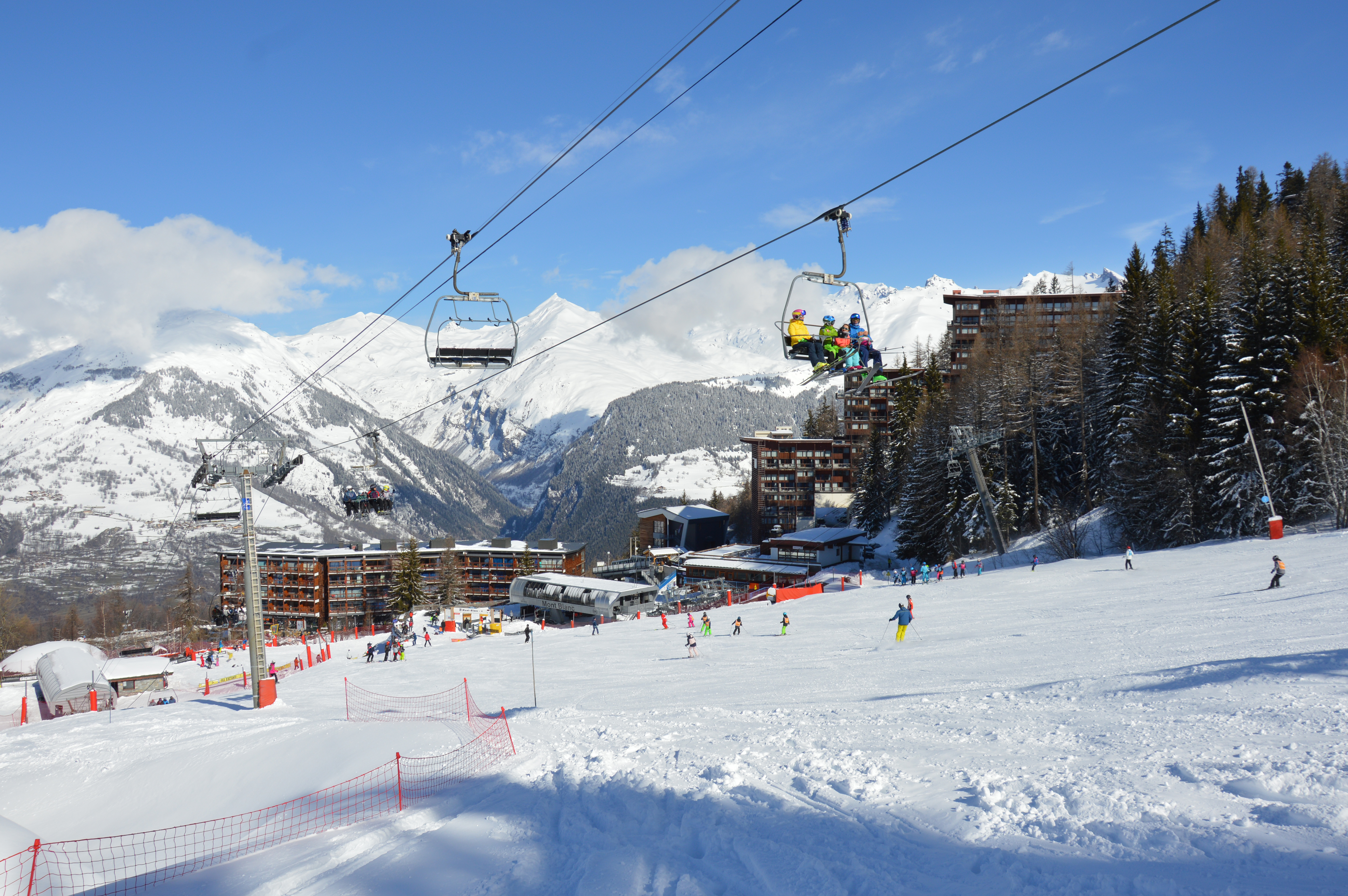
Een deel van de front de neige van Arc 1600
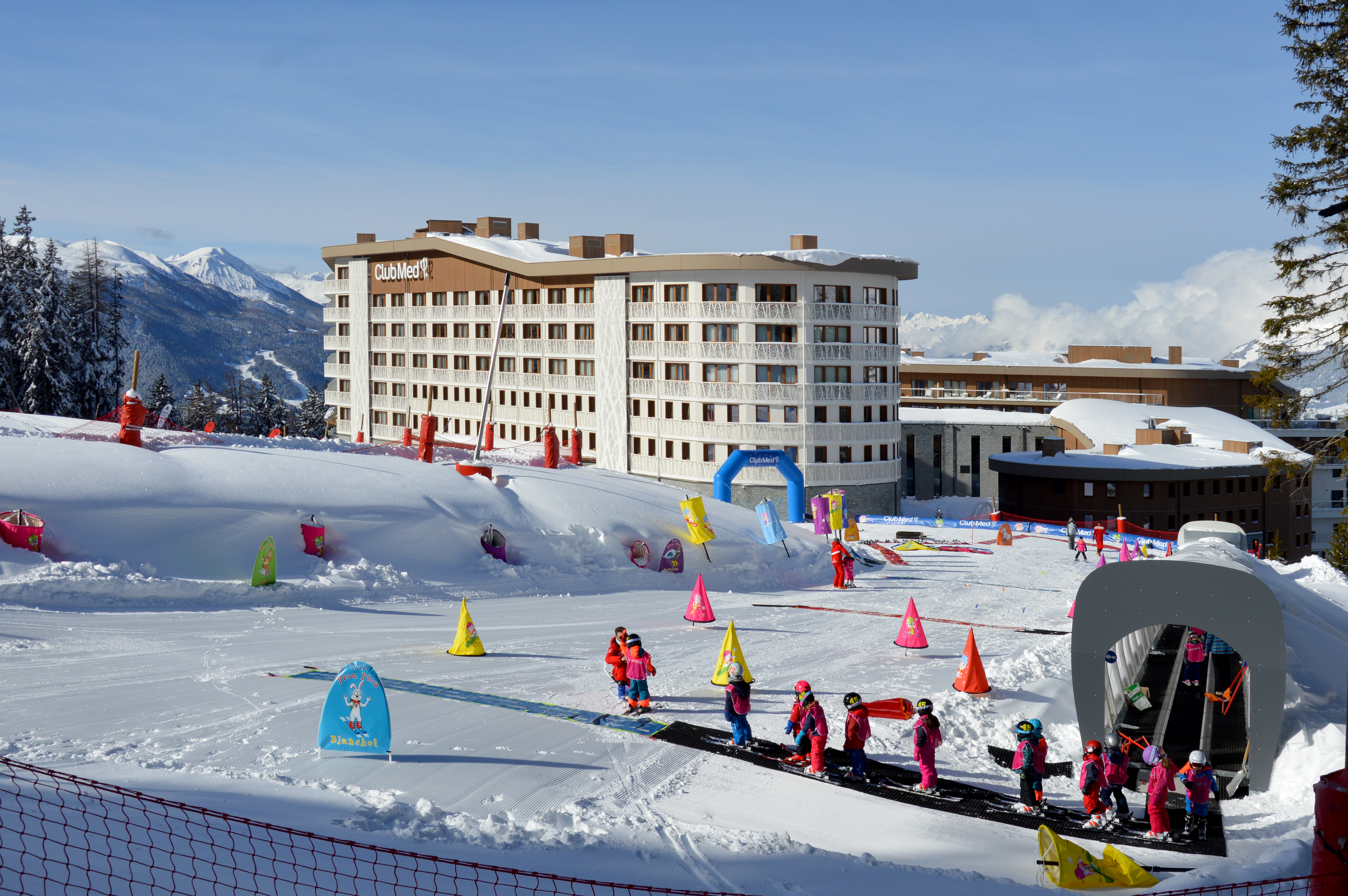
Club Med geopend in 2018
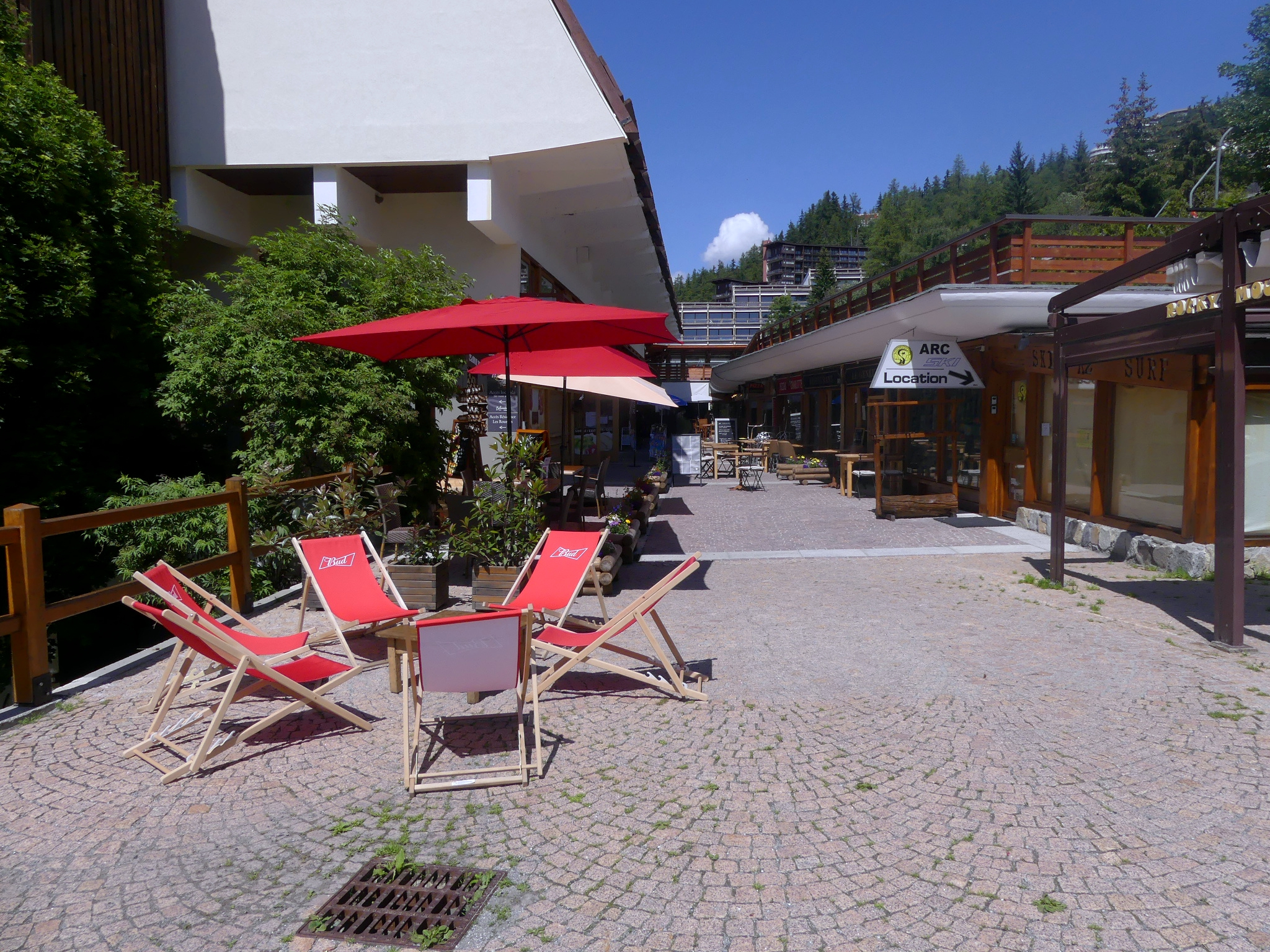
Voetgangersgebied in de zomer